# Jailton de Oliveira Lino
Jailton de Oliveira Lino PSDP (ur. 28 stycznia 1965 w Feira de Santana) – brazylijski duchowny katolicki, biskup Teixeira de Freitas-Caravelas w latach 2018–2025, biskup Itabuna od 2025.

## Życiorys
17 grudnia 1988 otrzymał święcenia kapłańskie w zgromadzeniu Ubogich Sług Bożej Opatrzności. Był m.in. wychowawcą i przełożonym klasztoru w Farroupilha, wiceprowincjałem i mistrzem nowicjatu, delegatem prowincjalnym dla delegatury zakonnej w Porto Alegre oraz ekonomem tej delegatury.
15 listopada 2017 papież Franciszek mianował go biskupem diecezji Teixeira de Freitas-Caravelas. Sakry udzielił mu 13 stycznia 2018 arcybiskup Itamar Navildo Vian. 
25 lutego 2025 został mianowany biskupem Itabuna.